# 张敏之 (1917年)
张敏之（1917年—1983年），原名张贻行，男，山东单县人。曾任天津市政协常委等职。

## 生平
1917年，张敏之出生于山东单县朱集乡张庄。
1937年，张敏之参加革命，同年加入中国共产党。抗日战争时期，张敏之曾担任单县辛羊区抗日救亡委员会主任、单县镇东区区长、单县吴溜区区长、单县文教科科长。1945年抗战胜利后，张敏之曾担任单县政府秘书、中共单县县委委员、湖西地区南下工作队队长。
1949年，张敏之被调任天津，历任天津市第十区区长、中共新华区区委副书记、区长，中共红桥区区委书记、中国人民政治协商会议天津市委员会常委、天津市中心医院党委书记。
1983年，张敏之病故，终年66岁。